# 日高晤郎
日高 晤郎（ひだか ごろう、1944年〈昭和19年〉2月28日 - 2018年〈平成30年〉4月3日）は、日本の芸人、ラジオパーソナリティ、歌手、俳優、声優。生前は東京都杉並区荻窪に居住していた。

## 略歴
大阪市西成区山王町（当時）出身。出生後、父親は「新吾」という名前だけを付けて出奔し、以後行方不明となった。家族は母親のほか、妹が1人。極貧の母子家庭に私生児として生まれたため、出生届が提出されていなかった。貧乏で栄養失調で、このままでは生きることが難しいと案じた母親の考えにより、細谷家へ養子に出された9歳の時に、戸籍訂正審判を経て初めて戸籍が作られ1944年2月28日生まれとなった。内田新吾として生まれ、その後「田中」に姓が替わり、そして存命中の本名である「細谷新吾」となった。
養子先も決して裕福ではない万年筆の下請け工場だったため、あくまで「人手」「働き手」として生活を送ることとなった。小学校から高校までは学費が払えず、小学校の時は当時の担任のポケットマネーで通った。この担任は日高が卑屈にならないように学芸会で主役をやらせたり、大勢の生徒の前で歌を歌わせるなどをしたが、これがきっかけで歌や芝居の楽しさに気づくことになった。その先生の勧めもあって学校の図書の本をすべて読み終える事を卒業するまでに達成したことを生のラジオ番組で語っていた。
1960年、コックの見習いをしながら高校に通っていた時、スポーツ新聞で見た、大映主催の「第1回ミス・ミスターフレッシュフェイスコンテスト」に応募。中学校で演劇部だった経歴を活かし、優勝を飾る。大映京都撮影所演技研究所に入所（第2期生）。
1961年、新人俳優「細谷新吾」を名乗り、八代目 市川雷蔵の相手役として、映画『江戸へ百七十里』で1962年にデビューする。雷蔵に才能を認められ、もっと学びたい新吾のためにと、雷蔵の推薦で一時期は劇団くるみ座の毛利菊枝の下で、「特待生」として座員と共に演技や台詞の基礎を学んでいる。その後、勝新太郎にも目をかけられ、2人の師匠の下で、数々の映画に出演。
1965年、「もっと活動の場を広げて修行したい」との志で、勝とのつてがある人を見つけ出し、上京を決意。大映を退社。活動の場を既に斜陽となっていた映画界から、テレビドラマに移す。芸名を「飛鷹 一（ひだか はじめ）」に改名。勝は新吾の固い意志を理解し、上京に猛反対する新吾の養父に自ら土下座し、説得した。一方、自らの出自と重なる部分に同情したり笑顔を欠かさない新吾を気に入り、レッスン料を負担するなど面倒を見ていた雷蔵も、自分の映画に準主役級の役を用意していたところでの報せで、残念がる一方「確かに、お前にここは狭すぎる」と理解を示した。
こうして上京を果たすが、当然満足に仕事にはありつけず、この頃から弾き語りやクラブのボーイなどで日銭を稼ぎ、食い繋ぐ生活となる。後年ディナーショーなどで披露していたフラメンコギター演奏はこの頃に学んだものである。
雷蔵の「売れてないと思うと売れてない顔になる。まだ売り出してないと言え」の言葉を胸に、雷蔵を安心させようと「某局のプロデューサーから目をかけてもらった」などと嘘の手紙を書いていたが、当の雷蔵は周囲の後輩俳優に「新吾は偉いやっちゃなぁ。毎月、こうして手紙をくれるが、喰えていない事くらい俺にもわかる、しかし喰えない時に、こうして見栄を張れるというのは立派なもんや。見栄があるから保っていられるんや」と話し、しっかり見抜きながらその姿勢を褒め、撮影で上京する度に新吾に会いに行った。
1967年、クラウンレコードから「流れ者小唄 （B面：東京阿呆鳥）」で、歌手デビュー。「飛鷹だと読みにくい」との理由で付けられた芸名が「日高吾郎」で、これがその後の芸名となる（のちに晤郎と改名）。以後、3年間で、LP盤を含め10枚のレコードを発売。
1969年7月17日、役者としての日高を認め、その後も支え続けた師匠、市川雷蔵が転移性肝がんのため37歳の若さで死去。日高はその訃報を、仕事で疲れて帰宅した新宿の自宅に配達された夕刊で知り、その夕刊を抱き締め涙を流した。「役者」でなく「歌手」として師匠の死を知ることとなった事に大きな衝撃を受け、これを契機にレコード歌手を断念。その後は俳優として、テレビドラマの出演、ワイドショーのレポーター、声優として洋画の吹き替え、ラジオドラマの出演などの活動を続ける。テレビドラマは、大河ドラマ『元禄太平記』（1975年）の片岡源五右衛門役。『特別機動捜査隊』（NETテレビ）の日高刑事（高倉班）・田代刑事（日高班）役などのレギュラー出演で知られた。
1977年、かつての役者仲間が、北海道札幌市西区琴似のキャバレーでショーステージのための出演契約などのブッキング担当である「箱入屋」(はこいれや）をしており、「1週間でも、3日間でもいいから……」と懇願され、ステージを務める。その話芸の巧みさ、誠実な仕事ぶりや人柄が、キャバレーのオーナーに気に入られ、3日間のステージを務め上げたあとは「オーナーの遊興仲間」として、1か月間滞在。オーナーからは「すっかり長居をさせて申し訳なかった。来月も来い」と再び札幌に呼ばれたものの、仕事のあてもない日々を過ごしていた。そんな時「本当のところ、何をやりたいのか」と問われ、「今までやったことが無い、自分のラジオ番組がやってみたい」と話したところ、紹介されたのが、札幌テレビ放送ラジオ局（現・STVラジオ）のディレクター（当時）、岩本芳修だった。これをきっかけにSTVラジオへの継続的な出演がスタートする。
1983年4月、『ウイークエンドバラエティ 日高晤郎ショー』がスタート。ユーモア、ウイットに富み、知性や暖かみを感じさせる一方、シニカルで歯に衣着せぬ毒舌は時として、STVテレビやキー局である日本テレビの番組自体にも向けられるが、リスナーの支持を集め、翌年、放送時間を3時間から8時間に拡大。4年目の1987年には9時間に拡大するなどした。その後、日高が死去する2018年まで放送開始から35年間、メインパーソナリティを務めた。
1989年10月にはラジオでの人気を受けてテレビに進出。トークバラエティー『日高晤郎のスーパーサンデー』をスタートさせ、5年3カ月にわたり司会をつとめる。
舞台やショーに限らず、テレビやラジオの視聴者を「お客様」と表現し、自らを「話芸人（わげいにん）」と称した。
「ひとり語り」公演、ディナーショー、テレビ・ラジオの広告など、STVを主な舞台として北海道内で精力的に活動、独り語りでは「峠道」にて昭和60年 日本民間放送連盟賞 番組部門 ラジオ娯楽番組 最優秀を受賞 している。
2017年に入り、番組内で冗談を交えながら、自身の体調変化、体調不良の話題が出てくるようになる。この頃には身体の痛みや腫れに悩まされていたという。
2018年1月、「医者嫌い」の日高だったが、体調が戻らず市立札幌病院に検査入院。この時に悪性腫瘍と判明し、1月22日に1回目の手術。2月3日には2回目の手術のため番組を休演。翌週2月10日、STVホールからの公開生放送で復帰した。病気判明時には既に末期であったがラジオ出演や3月に開催予定だった『日高晤郎ショー特別公演 明日への贈り物 Part3.』を優先し、強い治療は行わなかった。2月中旬には札幌医科大学附属病院に転院。3月23日には札幌市教育文化会館で行われた『明日への贈り物 Part3.』（昼・夜の部）に司会として参加した が、既に身体は痩せ細り、その腹部は腹水で膨らみ、立っているのもやっとの状態だった。翌日3月24日放送分の『日高晤郎ショー』が最後の番組出演となった。数時間おきに点滴を打ち、不測の事態に備えて局アナをスタンバイさせるなどの厳戒態勢の中、9時間の放送をこなしている。この時、番組内で病名についての明言は一切無かったものの、2017年11月24日あたりから目に見えて症状が出始めた事、「10万人に3人」と、自らの病が「希少がん」である事や現時点での病状について既に告知を受けている主旨のコメントをしている。
2018年4月3日10時48分、悪性腫瘍（脂肪肉腫）のため札幌医科大学附属病院で死去。74歳没。
4月5日に北海道で葬儀が行われた後、4月7日にはSTVラジオにて『日高晤郎追悼特番〜良く笑えた日は佳い一日だ〜』、STVテレビにて『追悼 日高晤郎さん 良く笑えた日は佳い一日だ』の追悼番組が放送された。5月23日には札幌パークホテルで関係者向けの「お別れの会」 が、7月29日には札幌プリンスホテルで、一般向けの「お別れの会」が行われた。
没後も2019年3月31日までSTVラジオHP内にプロフィールが掲載されていた。
個人事務所であった合資会社日高エージェンシーは2019年6月に清算の結了等により登記記録が閉鎖されている。
2020年4月に日高の晩年の様子と思い出を綴った『日高晤郎フォーエバー』が刊行された。

## 人物
自身の意思転換や善し悪しの判断を曖昧にせず、明確にし、貫徹するために「激しい気性」とも誤解される。しばしば鋭い舌鋒で、相手が何（誰）であれ「良い物は絶賛し、駄目なものは駄目」と良くも悪くも躊躇なく批評し、「筋を通す」ことを徹底していた。
それを承知の上で「8割の人に嫌われてもいい。残りの2割の人を大事にしていきたい」と、度々番組内で語っていた。
人気俳優・タレント、同時期デビューの役者に対しても「芸があること・実力があることと人気があるとは違う」と再三、発言していた。一方、天童よしみ、島津亜矢、市川由紀乃など、当初から実力を評価していた芸能人もいる。
活動拠点の北海道に対しても例外ではなく「北海道は新しい物に対して何にでも飛びつくが育てることが出来ない」「YOSAKOIソーラン祭りはダンスコンクールのようなもので、『祭』ではない」とも発言していた。
「芸人とお客様の間は一線を引くべき」との考えを強く持ち、ラジオなど仕事の中で自らのプライベートについて明かすことは無かった。また、晩年は北海道でのみ仕事をしていたが、東京・荻窪に居を構え続け、自宅から毎週飛行機（日本航空を愛用していた）で札幌に通った。
札幌市内には個人事務所が入居するマンションと、書籍や贈り物などの保管目的の「勉強部屋」と称する住居用マンションを所有していたが、宿泊することはなく、STV最寄りのホテル（東京ドームホテル札幌、札幌パークホテルなど）を札幌滞在時の定宿として利用していた。
妻との出会いは、まだ弾き語りで生計を立てていた頃に客としてきていた妻の親にその話芸を認められたことがきっかけ（お見合いに近い形で結婚）。プライベートでは仲の良い夫婦で、毎週北海道から東京の自宅に戻ると妻の手料理をこよなく好んでいた。
1985年にSTV近くの居酒屋で有志が集まり「新吾の集い」というファンクラブを作り、年1～2回の会報、ショーや抽選会、旅企画などを行っていた。会報は2002年1月の34号まで続いた。
野球好きであり、大阪出身であるが、東京の読売ジャイアンツファンであった。
水道橋博士からは「北海道のたかじん」と呼ばれ、小倉智昭からは『情報プレゼンター とくダネ!』で、やしきたかじんとともに紹介されたが 、日高は水道橋に対して憤慨する様子を見せたり、『日高晤郎ショー』で「私をたかじんと一緒にしないでください」と述べたりするなど、否定的な姿勢を取っていた。

## 出演作品

### テレビドラマ
- あゝ同期の桜 第5話（1967年、NET）
- 特別機動捜査隊（NET）[27]（NET）
  - 第255話「恐怖の25時間」（1966年）- 神山　※飛鷹新吾名義
  - 第303話「兄ちゃんの馬鹿」（1967年） - 藤巻
  - 第345話「濁った大都会の天使」（1968年） - 花房
  - 第626話「女のみち」 - 高倉班・日高刑事（1973年 - 1974年）、日高班・田代刑事（1976年 - 1977年）
- キイハンター 第49話「宝石と女と殺し屋」（1969年、TBS） - 菊村
- プレイガール （東京12チャンネル）
  - 第22話「女の戦は夜ひらく」 (1969年） - ヤクザ
  - 第60話「女の火遊び」 (1970年） - 秘密クラブのホスト
  - 第171話「勢揃いやわ肌仁義」 (1972年）- エイジ
  - 第199話「女は裸に命を賭ける」（1973年） - 佐野
  - 第226話「さすらいの逃亡者」（1973年） - 平尾
- 江戸川乱歩シリーズ 明智小五郎 （1970年、東京12チャンネル）
  - 第19話「呪いの黄金仮面」 - 黄金仮面の配下
  - 第23話「紅い血をなめる女たち妖虫より」 - 秋山
- ゴールドアイ 第22話「地下大金庫潜入」（1970年、NTV）- 警備員
- 刑事くん（TBS）
  - 第1部 第16話「負けてたまるか!」 (1971年) - 朝倉
  - 第2部 第27話「愛の沈黙」 (1973年) - 黒川
- さすらいの狼 第23話「幕末ガンマン」（1972年、NET）
- 荒野の用心棒 第28話「虐殺の丘に女の復讐が燃えて…」（1973年、NET） - 蒲生竜之進
- 非情のライセンス 第1シリーズ 第19話「兇悪の夢」（1973年、NET） - 男（ヤクザ）
- ロボット刑事 第25話「兇悪ガトリングマンのバドービールス作戦!!」（1973年、フジテレビ） - バドー戦闘工作員 Y8
- 新書太閤記（1973年、NET） - 斎藤龍興
- 元禄太平記（1975年、NHK） - 片岡源五右衛門
- 快傑ズバット 第5話「花売り少女と白い粉」（1977年、東京12チャンネル） - 必殺ハスラー
- 人形佐七捕物帳 第15話「火事を出した幽霊」（1977年、ANB） - 峰吉
- 桃太郎侍 第48話「黒い鼠に数え唄」（1977年、NTV） - 幸助
- 新幹線公安官 第1シリーズ 第7話「秘密の中の顔」（1977年、ANB） - 箱師
- 刑事犬カール 第2話（1977年、TBS）
- 消えた巨人軍 （1978年、NTV）- ナレーター

### ラジオ
STVラジオ
- 日高晤郎のおくさま広場（1978年4月 - 1983年3月）[3][27]
- 朝から何ですが（オハヨー!ほっかいどう内のコーナー番組）
- カフェ・オ・レ サロン（1981年頃）- 不定期公開録音放送
- ウイークエンドバラエティ 日高晤郎ショー（1983年4月9日 - 2018年3月24日）[3][27]
- 日高晤郎芸能生活30周年記念・32時間生放送「めぐり逢い・春夏秋冬」（1991年5月3日 - 4日）
  - 日高晤郎のアタックヤング（1991年5月4日にめぐり逢い・春夏秋冬」内にて）
- 日高塾（1992年10月 - 1998年3月）
- 日高晤郎・語りの世界“高瀬舟”
- STVラジオ・チャリティー・ミュージックソン（1993年に晤郎ショーと合わせて30時間、1994年は晤郎ショーに引き続いて28時間担当）
- STVラジオパーソナリティシャッフルデー
  - 日高晤郎のオハヨーほっかいどう（1990年代、）
  - 日高晤郎の十人十色（1998年4月1日）
  - 日高晤郎のホットライン(2004年11月3日）
- 新渡戸稲造伝「我、太平洋の橋とならん」（2002年3月2日)[28]
- 日高晤郎の北海道五十三次（2003年4月27日 - 2008年3月30日）
- 日高晤郎銀幕デビュー50周年記念『紺屋高尾』（2011年9月23日）
- STVラジオ開局50周年〜北海道のために命がけ〜日高晤郎 挑戦!50時間56分生放送（2012年12月14日 - 16日）
- 五木ひろし・日高晤郎スペシャル 縁人 縁歌（2017年5月27日)[29]

その他の放送局
- 速報! 全日本歌謡ランキング（KBCラジオ、1978年 - 1983年）
- 日高晤郎の歌謡ジャーナル（KBCラジオ、1983年 - 1984年）
- 日産サウンドステーション 日高晤郎です（CBCラジオ、1986年）
- FM東京（番組名不明[30]）
- いちご列車（TBSラジオ、1978年、中村紘子と共演）
- そこまでいうか! 日高晤郎の熱血!正義の60分（ニッポン放送、1992年10月 - 1993年3月）火曜パーソナリティ

### 映画
※大映時代は「細谷新吾」名義
- 化身（1962年、大映） - 源次
- 雨の九段坂（1962年、大映） - 田崎英男
- 斬る（1962年、大映） - 水戸城用人B
- 山男の歌（1962年、大映） - 山岳部員E
- 江戸へ百七十里（1962年、大映） - 中橋茂太郎
- 青葉城の鬼（1962年、大映） - 宮本新八
- 座頭市物語（1962年、大映） - 飯岡の乾分・音七
- 対決（1963年、大映） - 掛川藩士乙
- てんやわんや次郎長道中（1963年、大映） - お安の子分半太郎
- 座頭市喧嘩旅（1963年、大映） - 藤兵衛の子分
- 昨日消えた男（1964年、大映） - 石川内匠頭
- 駿河遊侠伝 賭場荒し（1964年、大映）
- 無宿者（1964年、大映） - 若い百姓
- 駿河遊侠伝 破れ鉄火（1964年、大映） - 寺津の間之助
- これからのセックス 三つの性（1964年、大映） - 田沢太郎 ※主演
- 勝負は夜つけろ（1964年、大映） - 木村
- 駿河遊侠伝 度胸がらす（1965年、大映） - 寺津の間之助
- 鼠小僧次郎吉（1965年、大映） - 金太
- 哀愁のサーキット（1972年、日活） - 哲也

### テレビ番組
STV
- 日高晤郎のスーパーサンデー（1989年10月1日 - 1994年12月25日）[27]
- 日高晤郎の語り芸・江戸人情噺「紺屋高尾」（2004年12月28日）
- 日高晤郎のエナジー・ヴォイドの旅（2005年7月16日）
- どさんこワイド179（2016年11月18日)

その他の局
- 人間風土・北海道 りんご侍の歌〜余市に結ぶ会津魂〜（HTB、1995年11月23日）
- 日高晤郎のスーパーマンDAY（BBほっかいどう）[31]
- 独占・日高晤郎の時間(BBほっかいどう)[32]
- いくぞ〜!北の出会い旅（NHK BSプレミアム、2016年9月6日）

### 吹き替え

#### 俳優
- ショーン・コネリー
  - 007 ロシアより愛をこめて（ジェームズ・ボンド）[27]※TBS旧録版
  - 007 ゴールドフィンガー（ジェームズ・ボンド）[27]※NET（現テレビ朝日）版
  - 史上最大の作戦（フラナガン一等兵）※日本テレビ版

#### 洋画
- アニー・ホール（ロブ／トニー・ロバーツ）※TBS版（ソフト収録）
- アパッチ（チャールズ・ブロンソン）
- アメリカン・グラフィティ（ジョー／ボー・ホプキンス）※フジテレビ版
- 怒りの山河（ピアース・クラブツリー／フィリップ・キャリー）
- エル・シド
- OK牧場の決斗（ジョニー・リンゴ／ジョン・アイアランド）※日本テレビ版
- オデッサ・ファイル（グスタヴ・マッケンセン）※テレビ朝日版
- オルカ（ポール）※TBS版
- 空軍大戦略（コリン・ハーヴェイ空軍少佐／クリストファー・プラマー）
- 軍用列車（クレアモント少佐／エド・ローター）※TBS版
- サンダーバード 劇場版（トニー・グラント）※テレビ版
- 紳士は金髪がお好き（アーニー・マローン／エリオット・リード）※フジテレビ版（HDリマスター版DVD収録）
- スーパーフライ（ヤングブラッド・プリースト／ロン・オニール）
- タクシードライバー（スポーツ／ハーヴェイ・カイテル）※TBS版
- 007 ダイヤモンドは永遠に（ウィーラード・ホワイト／ジミー・ディーン）※TBS旧録版（TV吹替初収録特別版DVD収録）
- 弾丸を噛め ※テレビ朝日版
- 追跡者（ハード・プライス／J・D・キャノン）
- ドーベルマン・ギャング（バイロン・メーブ）
- トランザム7000（スノーマン／ジェリー・リード）
- 白熱（ロイ／ボー・ホプキンス）
- 不思議な世界・未来戦争の恐怖（警部／ピーター・クック）
- ブラック・ハンター（レスリーの兄／アンドリュー・バート）
- マックQ（ロージー／ロジャー・E・モーズリー）
- ローヤル・フラッシュ（スターンベルク／アラン・ベイツ）
- ワイルド・ギース（トーマス・バルフォア／バリー・フォスター）

### テレビアニメ
- ルパン三世 (TV第2シリーズ) - （手下、只乗利兵）
- ヤッターマン（第1作） - （ヤシントン）

### 広告（テレビ・ラジオ）
- メガネのプリンス（大泉洋と共演）
- 紳士服のマルタ
- 読売新聞
- 道北振興（小樽ベイビュータウン）
- 石屋製菓（白い恋人など。STVラジオでは、14時の時報CMである）
- サッポロビール（サッポロ クラシック）
- 北海道ヨコハマタイヤ販売
- ジェイ・アール北海道バス
- 北海道自動車整備振興会
- モダ石油
- 三洋電機（スチーム ランドリー）
- 札幌バルナバハム
- au by KDDI
- サンスター（GUMデンタルリンス）
- 海鮮バイキング難陀
- すずらん堂
- P&G（無添加さらさ）
- 北幹警備保障株式会社
- 洞爺サンパレス
- ロイズ
- トモエ醤油
- 夕張鹿鳴館
- BSアニマックス
- 池田食品
- 焼肉石蘭
- ダイイチ
- ミートハウス
- アイビーホーム（2015年頃）
- ディノスボウル
- 桐灰（2017年頃）
- ハートリフォーム札幌（死後も半年間継続）
- 室内納骨堂　千の杜（死後も1年間継続）

## ひとり語り「芸談」これまでの演目
- 峠道
- 紺屋高尾（こうやたかお／1990年初公演作品。2004年再演）
- 高瀬舟
- 桂文京（1990年）…作：日高晤郎
- 忠臣蔵別伝 芸談・澤村淀五郎（2002年）
- 釣忍（つりしのぶ）
- エディットピアフ
- 松風の門

## 著作

### ディスコ グラフィ

#### シングル
- 日高吾郎名義
  - 流れ者小唄（レコード、デビュー曲）[27]
    - 東京阿呆鳥

  - 流れ者ブルース / 夜の酒場で
  - 砂の香り / すてきな別れ（砂の香りは東宝の同名映画の主題歌）
  - 酒場の女 / 男の花
  - さむらい / 男一匹売り物さ（さむらいはNETの同名時代劇の主題歌）
  - 唇がかわくの / あきらめてはいるけど
  - 赤坂の雨 / 酒は女の溜息か（1968年）
  - 星のかけら / たった一言（1969年）
- つづれ織り（作詞：山上路夫　作曲：堀内孝雄） / 街の灯り（1990年、CD）[27]
- 札幌ふれあい・めぐり逢い（作詞：津城ひかる  作曲：若草恵）※松原のぶえとのデュエット曲[27]

#### アルバム
- 眠れぬ夜のバラード
- 泣きたい時に（1992年）[27]
  - 酔いしれて（作詞・作曲：小坂恭子）
  - 泣きたい時に（作詞：中村メイコ　作曲：神津善行）
  - 過ぎ去りし想い出は（作詞・作曲：大塚博堂）
  - 別離(UN ANNO D'AMORE)（作詞：漣健児　作曲：フェラー）
  - 時の過ぎゆくままに（作詞：阿久悠　作曲大野克夫）
  - 六本木ララバイ（作詞・作曲：エド山口）
  - めぐり逢い紡いで（作詞：るい　作曲：大塚博堂）
  - そして…めぐり逢い（作詞：荒木とよひさ　作曲：中村泰士）
  - カルチェラタンの雪（作詞：門谷憲二　作曲：岡本一生）
  - 街の灯り（作詞：阿久悠　作曲：浜圭介）
  - あなたのすべてを（作詞・作曲　佐々木勉）

### 書籍
- 『日々幸せ感じ上手 : 日高晤郎のトーク・グラフィティ』中西印刷出版事業部、1987年12月。ISBN 4-931204-08-2。
- 『こころによりくもりのちはれ』日刊スポーツ出版社、1988年12月。ISBN 4-8172-0104-5。
- 『こころ折々つづれ織り』日刊スポーツ出版社、1991年8月。ISBN 4-8172-0120-7。
- 『こころ日めくり人ごよみ : 人生来楽夢』日刊スポーツ出版社、1993年3月1日。ISBN 4-8172-0127-4。
- 『日高晤郎名言集 言葉のビタミン』中西出版、2004年4月。ISBN 4-89115-125-0。

### VHS・DVD
- 日高劇場 晤郎七色八面体（1989年/VHSビデオ）
- 日高晤郎・語りの世界（二）（1994年/VHSビデオ）
- 日高晤郎 語り芸の世界 紺屋高尾 -こうやたかお-（2005年2月28日/DVD 番組公式サイト内で、通信販売を実施）
- 日高晤郎DVD2012「上方寄席芸人伝 桂文京」（2012年12月14日/DVD）